# PJ Ladd

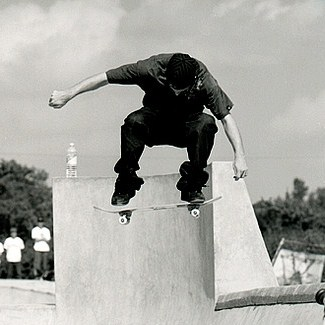
PJ Ladd

PJ Ladd, geboren op 11 januari 1982 als Patrick John Ladd is een professionele skateboarder.
Hij stond altijd bekend als de beste lokale skateboarder uit Boston. Hij was een amateur voor Element Skateboards, totdat hij een professioneel contract aangeboden kreeg van Flip Skateboards. Tegenwoordig worden zijn skateboarders door Plan B Skateboards gesponsord.

## Huidige Sponsoren
- Plan B Skateboards
- Venture Trucks
- Hubba
- 4 Star
- Fkd Bearings

## Trivia
- PJ staat gelijk met Paul Rodriguez Jr. met 's werelds grootste Switch Flip (Switch Kickflip). Deze is te zien aan het einde van zijn part in de door Flip Skateboards geproduceerde film Really Sorry.
- PJ heeft tweemaal Battle at the Berrics gewonnen, als enige.